# Algaria
Algaria, monotipski biljni rod mahovnjača iz porodice Pottiaceae. Jedini mu je predstavnik A. nataliei Iz Južnoafričke Republike Western Cape
Rod i vrsta opisani su 2008.